# گلیکوژنز
گلیکوژنز به فرایند سنتز گلیکوژن گفته می‌شود که در آن مولکول‌های گلوکز به زنجیره گلیکوژن برای ذخیره اضافه می‌گردند. این فرایند در طی استراحت در کبد فعال می‌شود. ذخیره قند در جانوران به صورت گلیکوژن است. در یک انسان بالغ با وزن ۷۰ کیلوگرم، ذخیره گلیکوژن در عضلات و کبد به ترتیب ۲۴۵ و ۹۰ گرم است.

## مراحل
گلیکوژنز در طی مراحل زیر انجام می‌شود:
1. گلوکز توسط آنزیم گلوکوکیناز (در کبد) یا هگزوکیناز در عضله به گلوکز ۶- فسفات تبدیل می‌شود.
2. گلوکز ۶- فسفات توسط آنزیم فسفوگلوکوموتاز به گلوکز ۱ فسفات تبدیل می‌شود.
3. گلوکز ۱فسفات، توسط آنزیم پیروفسفریلاز به UDP-گلوکز تبدیل می‌شود. آنزیم پیروفسفوریلاز، UTP (یوریدین تری فسفات) را تجزیه می‌کند و انرژی حاصل از شکسته شدن پیوند فسفودی استر، صرف انتقال UDP به گلوکز می‌شود.
4. آنزیم گلیکوژن سنتاز گلوکز را از UDPG به گلیکوژن منتقل می‌کند. زمانی که در سلول گلیکوژن نباشد، پروتئینی به نام گلیکوژنین از طریق آمینواسیدهای الکلی، با گلوکز پیوند گلیکوزیدی برقرار می‌کند و گلیکوزیله می‌شود.
5. آنزیم شاخه ساز با ایجاد پیوند آلفا ۱ به ۶ موجب تشکیل شاخه می‌شود (پیوندهای گلیکوزیدی در زنجیره اصلی گلیکوژن از نوع آلفا ۱ به ۴ و در محل انشعاب از نوع آلفا ۱ به ۶ است).نام انزیم شاخه ساز انزیم ترانس گوکوزیداز نام دارد

## تنظیم گلیکوژنولیز و گلیکوژنز
آنزیم‌های کنترل‌کننده در متابولیسم گلیکوژن، شامل گلیکوژن فسفریلاز و گلیکوژن سنتاز است. در کبد آدنیلیل سیکلاز تحت تأثیر هورمون‌های اپی نفرین و گلوکاگون فعال می‌شود و با تولید cAMP، غلظت این پیامبر ثانویه را در سلول افزایش می‌دهد. cAMP اثر تنظیمی مثبت بر گلیکوژن فسفوریلاز و اثر تنظیمی منفی بر گلیکوژن سنتاز دارد. انسولین موجب کاهش غلظت cAMP  در سلول‌های کبدی می‌شود و بنابراین اثراتی در خلاف جهت هورمون‌های اپی نفرین و گلوکاگون اعمال می‌نماید. تخریب cAMP  به وسیله فسفودی استراز صورت می‌گیرد.